# Ester Torrico
Ester Torrico Peña (Cochabamba, Bolivia; 18 de febrero de 1987) es una politóloga, diplomática, dirigente y política boliviana. Fue senadora nacional de Bolivia por el Departamento de Cochabamba desde el 22 de enero de 2015 hasta el 2 de mayo de 2018. Se desempeñó también como cónsul de Bolivia en la ciudad de Rosario, Argentina desde 2018 hasta 2019

## Biografía
Ester Torrico nació el 18 de febrero de 1987 en la ciudad de Cochabamba. Es hija del dirigente sindical Julio Torrico. Salió bachiller del colegio "Josefina Goitia" el año 2005.
Durante su vida laboral, abrió su propia tienda de diseño de moda en Argentina. Tiempo después ingresó a estudiar la carrera de ciencias políticas en la Universidad Mayor de San Simón (UMSS) titulándose como politóloga de profesión. 
La vida sindical de Torrico comienza en el año 2000, cuando con apenas 13 años de edad, asistió a un congreso campesino llevado a cabo en el municipio de Pocona en el Departamento de Cochabamba, en reemplazo de su padre que no pudo asistir a dicha reunión.
Durante su carrera dirigencial, Ester Torrico alcanzó la presidencia de las juventudes del Movimiento al Socialismo (MAS-IPSP) a nivel nacional en el año 2013, así mismo fue representante de los universitarios de las provincias del Departamento de Cochabamba en la juventud 
indígena originaria, el cual era un movimiento social 
asociado al MAS.

### Senadora de Bolivia (2015-2018)
Ester Torrico ingresó a la vida política siendo todavía una joven de apenas 27 años de edad, participando en las elecciones nacionales de 2014 como candidata al cargo de senadora por el Departamento de Cochabamba en representación del partido político del Movimiento al Socialismo. Logró ganar y acceder al curul parlamentario el 22 de enero de 2015.
Cabe mencionar que Ester Torrico junto a Eva Copa Murga (1987) y Adriana Salvatierra Arriaza (1989), se convirtieron en las senadoras más jóvenes de aquel periodo legislativo 2015-2020.
En marzo de 2017, Ester Torrico fue designada como agente consular en la ciudad de Viedma en Argentina. Poco tiempo después, en mayo de 2018, renunció a su cargo de senadora titular y en su reemplazo asumió su suplente Cupertino Mamani Apata.

### Cónsul de Bolivia en Rosario (2018-2019)
El 11 de junio de 2018, Ester Torrico fue designada cónsul de Bolivia en la ciudad de Rosario en Argentina. Estuvo en ese alto cargo diplomático por un lapso de tiempo de un año y cinco meses, cuando el gobierno de Jeanine Áñez la destituyó el 28 de noviembre de 2019.